# June Travis
June Travis (* 7. August 1914 in Chicago, Illinois, als June Dorothea Grabiner; † 14. April 2008 ebenda) war eine US-amerikanische Filmschauspielerin.

## Leben und Karriere
Travis war die Tochter von Harry Grabiner (1890–1948), der in den 1930er-Jahren Vizepräsident der Chicago White Sox war. Bei einem Spiel der Chicago Sox wurde sie von einem Hollywood-Agenten entdeckt, was zu einem Studiovertrag bei Warner Brothers führte. Sie gab 1935 ihr Filmdebüt mit einer Nebenrolle in der Warner-Produktion Stranded, woraufhin eine Reihe weiterer kleinerer Auftritte folgte. Doch schon ein Jahr später war sie zu weiblichen Hauptrollen aufgestiegen; so verkörperte sie die weibliche Hauptrolle neben James Cagney im Abenteuerstreifen Höhe Null von Howard Hawks, der als ihr aus filmgeschichtlicher Sicht wichtigster Film gelten kann. Für ihre Darstellung einer Fliegerin in diesem Film erfuhr sie ein Training durch die Flugzeugpionierin Amelia Earhart.
In ihrer kurzen Filmkarriere fungierte sie als Leading Lady zu damaligen Stars wie Joe E. Brown, Ronald Reagan, Pat O’Brien oder Ricardo Cortez. Bei den meisten ihrer Produktionen handelte es sich um B-Movies, in denen sich die braunhaarige, attraktiv wirkende Travis aber dennoch als charmante Präsenz beweisen konnte. Doch bereits 1938 zog sich Travis aus dem Filmgeschäft zurück, um  in ihre Heimatstadt Chicago zurückzukehren und sich dort Theaterauftritten zu widmen. Sie äußerte in späteren Jahren, dass sie, wäre sie noch zwei Jahre länger in Hollywood geblieben, möglicherweise ein großer Star geworden wäre – so blieb ihr Name nur manchen Kennern der Filmgeschichte ein Begriff. Travis kehrte später nur noch zweimal ins Filmgeschäft zurück: 1952 für das Bette-Davis-Drama The Star, in dem sie die Frau eines Filmagenten spielte, und 1965 für eine Hauptrolle in dem B-Movie Monster A-Go Go.
June Travis war mit von 1940 bis zu dessen Tod 1979 mit dem Chicagoer Geschäftsmann Fred Friedlob verheiratet, das Paar hatte zwei Töchter. Sie starb 2008 im Alter von 93 Jahren an Komplikationen eines Schlaganfalls.

## Filmografie
- 1935: Stranded
- 1935: Don’t Bet on Blondes
- 1935: Im Scheinwerferlicht (Bright Lights)
- 1935: Broadway Gondolier
- 1935: The Case of the Lucky Legs
- 1935: Der Jazzkadett (Shipmates Forever)
- 1935: Dr. Socrates
- 1935: Broadway Hostess
- 1936: Höhe Null (Ceiling Zero)
- 1936: Times Square Playboy
- 1936: Earthworm Tractors
- 1936: Bengal Tiger
- 1936: Jailbreak
- 1936: The Big Game
- 1936: The Case of the Black Cat
- 1937: Join the Marines
- 1937: Circus Girl
- 1937: Men in Exile
- 1937: Love Is on the Air
- 1937: Over the Goal
- 1937: Exiled to Shanghai
- 1938: The Kid Comes Back
- 1938: Over the Wall
- 1938: Go Chase Yourself
- 1938: The Marines Are Here
- 1938: Ein Gladiator namens Hugo (The Gladiator)
- 1938: Mr. Doodle Kicks Off
- 1938: The Night Hawk
- 1938: Little Orphan Annie
- 1938: Federal Man-Hunt
- 1952: The Star
- 1965: Monster A-Go Go